# Ivan Alexandrovitch Tcherepnine
Ivan Alexandrovitch Tcherepnine (en russe : Иван Александрович Черепнин) (né le 5 février 1943 à Issy-les-Moulineaux – décédé le 11 avril 1998 à Boston est un musicien expérimental, puis un compositeur de musique moderne et postmoderne américain d'origine française, russe et chinoise.
Il est né dans une famille de musiciens. Son père Alexandre et son grand-père Nicolas Tcherepnine sont des compositeurs russes illustres et sa mère Ming une pianiste célèbre. Il étudie avec Leon Kirchner, Karlheinz Stockhausen, Henri Pousseur et Pierre Boulez. 
Après avoir enseigné au Conservatoire de musique de San Francisco et à l'université Stanford, il devient directeur du Studio de musique électronique de Harvard de 1972 à 1998. 

## Compositions choisies
- Fêtes (Variations on Happy Birthday), (1975)
- Le va et le vient, (1978)
- Santur Opera, (1977)
- Flores Musicales, (1980)
- Double Concerto for Violin, Cello, and Orchestra, (1995), qui a reçu le Grawemeyer Award en 1996.